# Aéroport international de Turbat
L'aéroport international de Turbat (code IATA : TUK • code OACI : OPTU), est un aéroport situé à Turbat, en Pakistan.

## Situation
| Bahawalpur Chitral Dalbandin Dera Ghazi Khan Dera Ismail Khan Faisalabad Gilgit Gwadar Islamabad Karachi Lahore Moenjodaro Multan Nawabshah Panjgur Peshawar Quetta Rahim Yar Khan Sialkot Sawan Sehwan · Sharif Sindhri Skardu Sukkur Turbat Zhob |